# Габрє (Доброва-Полхов Градець)
Габрє (словен. Gabrje) — поселення в общині Доброва-Полхов Градець, Осреднєсловенський регіон, Словенія. 
Висота над рівнем моря: 336 м.